# Lista de recordes brasileiros na natação
Os recordes brasileiros de natação são os mais rápidos desempenhos de nadadores do Brasil, que são reconhecidos e ratificados pela  Confederação Brasileira de Desportos Aquáticos (CBDA).
Todos os recordes foram estabelecidos nas finais, a menos que indicado de outra forma
Foram reconhecidos os recordes nas seguintes modalidades:
- livre
- costas
- peito
- borboleta
- medley

## Piscina Longa (50 m)

### Masculino
Predefinição:Swimmingrecordlisttop
Predefinição:Swimmingrecord
Predefinição:Swimmingrecord
Predefinição:Swimmingrecord
Predefinição:Swimmingrecord
Predefinição:Swimmingrecord
Predefinição:Swimmingrecord
Predefinição:Swimmingrecord
Predefinição:Swimmingrecord
Predefinição:Swimmingrecord
Predefinição:Swimmingrecord
Predefinição:Swimmingrecord
Predefinição:Swimmingrecord
Predefinição:Swimmingrecord
Predefinição:Swimmingrecord
Predefinição:Swimmingrecord
Predefinição:Swimmingrecord
Predefinição:Swimmingrecord
Predefinição:Swimmingrecord
Predefinição:Swimmingrecordrelay
Predefinição:Swimmingrecordrelay
Predefinição:Swimmingrecordrelay
Predefinição:Swimmingrecordrelay
Predefinição:Swimmingrecordrelay
 
|}
| Prova                     | Tempo    |    | Nome | Representando                | Data                   | Evento                              | Local                                |
| ------------------------- | -------- | -- | --- | ---------------------------- | ---------------------- | ----------------------------------- | ------------------------------------ |
| 50m livre                 | 20.91    | WR | César Cielo                                                                                             | Esporte Clube Pinheiros      | 18/12/2009             | Aberto do Brasil                    | São Paulo - Brasil                   |
| 100m livre                | 46.91    | WR | César Cielo                                                                                             | Brasil                       | 30/07/2009             | Campeonato Mundial                  | Roma - Itália                        |
| 200m livre                | 1:45.51  |    | Fernando Scheffer                                                                                       | Minas Tênis Clube            | 21/12/2018             | Aberto do Brasil                    | Porto Alegre - Brasil                |
| 400m livre                | 3:46.57  |    | Guilherme Costa (nadador)                                                                               | Minas Tênis Clube            | 05/12/2019             | Aberto dos Estados Unidos           | Atlanta - Estados Unidos             |
| 800m livre                | 7:47.37  |    | Guilherme Costa (nadador)                                                                               | Minas Tênis Clube            | 04/12/2019             | Aberto dos Estados Unidos           | Atlanta - Estados Unidos             |
| 1500m livre               | 14:55.49 |    | Guilherme Costa (nadador)                                                                               | Minas Tênis Clube            | 07/12/2019             | Aberto dos Estados Unidos           | Atlanta - Estados Unidos             |
| 50m costas                | 24.44    |    | Daniel Orzechowski                                                                                      | Esporte Clube Pinheiros      | 24/04/2012             | Troféu Maria Lenk                   | Rio de Janeiro - Brasil              |
| 100m costas               | 52.95    | h  | Guilherme Guido                                                                                         | Brasil                       | 22/07/2019             | Campeonato Mundial                  | Gwangju - Coreia do Sul              |
| 200m costas               | 1:57.00  | h  | Leonardo de Deus                                                                                        | Brasil                       | 10/08/2016             | Jogos Olímpicos                     | Rio de Janeiro - Brasil              |
| 50m peito                 | 26.33    | AM | Felipe Lima                                                                                             | Brasil                       | 09/06/2019             | Circuito Mare Nostrum               | Monte Carlo - Mónaco                 |
| 100m peito                | 59.01    | h  | Felipe França                                                                                           | Brasil                       | 06/08/2016             | Jogos Olímpicos                     | Rio de Janeiro - Brasil              |
| 200m peito                | 2:08.44  |    | Henrique Barbosa                                                                                        | Esporte Clube Pinheiros      | 06/05/2009             | Troféu Maria Lenk                   | Rio de Janeiro - Brasil              |
| 50m borboleta             | 22.60    |    | Nicholas Santos                                                                                         | Brasil                       | 11/05/2019             | Champion Swim Series                | Budapeste - Hungria                  |
| 100m borboleta            | 51.02    | sf | Gabriel Mangabeira                                                                                      | Esporte Clube Pinheiros      | 31/07/2009             | Campeonato Mundial                  | Roma - Itália                        |
| 200m borboleta            | 1:53.92  |    | Kaio Márcio de Almeida                                                                                  | Minas Tênis Clube            | 08/05/2009             | Troféu Maria Lenk                   | Rio de Janeiro - Brasil              |
| 200m medley individual    | 1:55.55  |    | Thiago Pereira                                                                                          | Minas Tênis Clube            | 30/07/2009             | Campeonato Mundial                  | Roma - Itália                        |
| 400m medley individual    | 4:08.86  |    | Thiago Pereira, Thiago Pereira                                                                          | Brasil, Brasil               | 30/07/2009, 28/07/2012 | Campeonato Mundial, Jogos Olímpicos | Roma - Itália, Londres - Reino Unido |
| revezamento 4x50m livre   | 1:26.12  |    | Nicholas Santos (21.66) César Cielo (20.92) Bruno Fratus (21.58) Nicolas Oliveira (21.96)               | Esporte Clube Pinheiros      | 18/12/2009             | Troféu Maria Lenk                   | São Paulo - Brasil                   |
| revezamento 4x100m livre  | 3:10.34  |    | Gabriel Mangabeira (48.30) Marcelo Chierighini (46.85) César Cielo (48.01) Bruno Fratus (47.18)         | Brasil                       | 23/07/2017             | Campeonato Mundial                  | Budapeste - Hungria                  |
| revezamento 4x200m livre  | 7:07.12  | h  | Luiz Altamir Melo (1:47.51) Fernando Scheffer (1:45.94) João de Lucca (1:47.64) Breno Correia (1:46.03) | Brasil                       | 26/07/2019             | Campeonato Mundial                  | Gwangju - Coreia do Sul              |
| revezameno 4x50m medley   | 1:40.33  |    | Henrique Rodrigues Thiago Parravicini Nicholas Santos César Cielo                                       | Clube de Regatas do Flamengo | 11/06/2011             | Campeonato Carioca                  | Rio de Janeiro - Brasil              |
| revezamento 4x100m medley | 3:29.16  |    | Guilherme Guido (53.78) Henrique Barbosa (58.68) Gabriel Mangabeira (50.48) César Cielo (46.22)         | Brasil                       | 02/08/2009             | Campeonato Mundial                  | Roma - Itália                        |

Legenda: # Recorde em validação
WR - Recorde Mundial
AM - Recorde Americano